# تكيف مع تغير المناخ

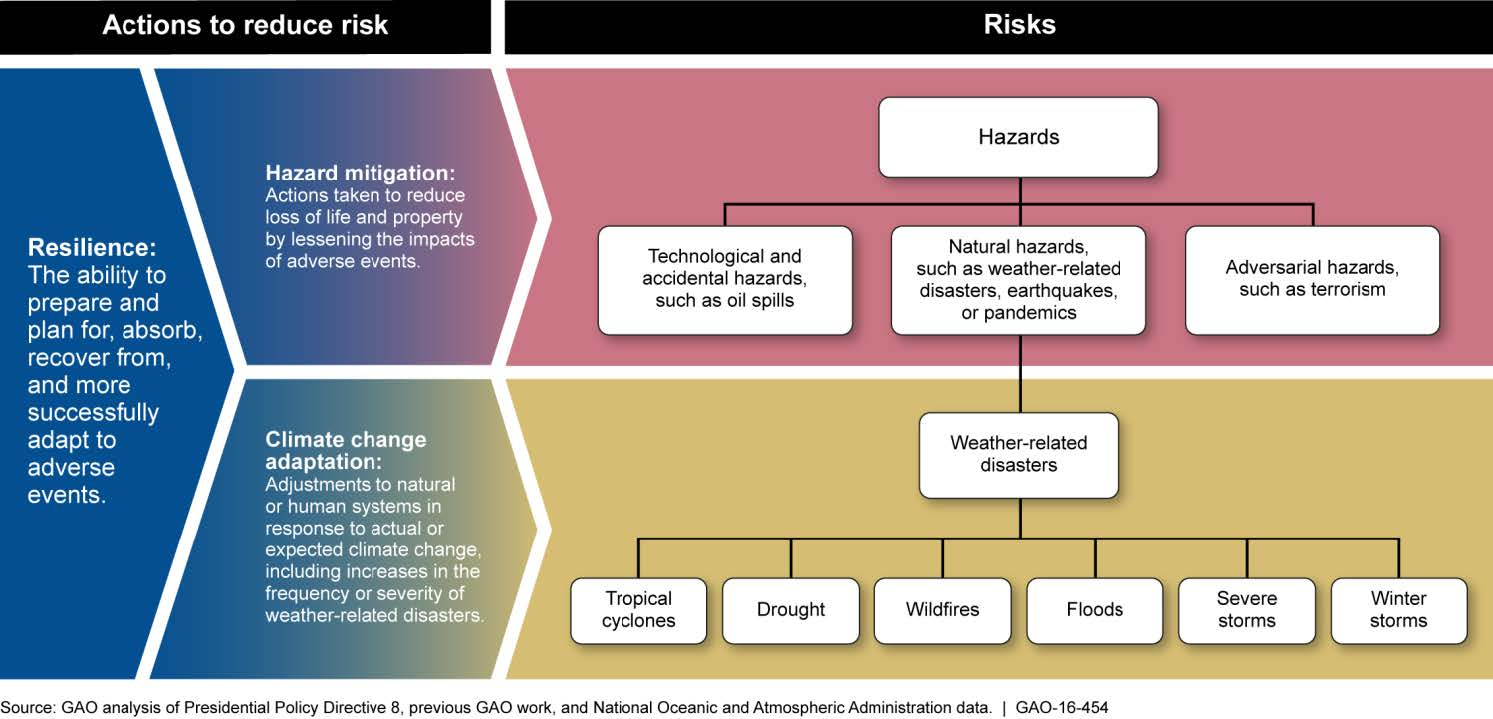

التكيف مع تغير المناخ (بالإنجليزية: Climate change adaptation)‏، هو تعديل في النظم الطبيعية أو البشرية استجابة للمثيرات المناخية الفعلية أو المتوقعة أو تأثيراتها. وهذا التعديل يهدف إلى التخفيف من الأضرار واستغلال أفضل للفرص المفيدة. وهو استجابة للاحترار العالمي وتغير المناخ. ويسعى أيضاً إلى الحد من ضعف النُظم الاجتماعية والبيئية. ويكتسي التكيف أهمية خاصة في البلدان النامية حيث يُتوقع أن تتحمل هذه البلدان وطأة آثار الاحترار العالمي. أي أن قدرة وإمكانات البشر على التكيف (تسمى القدرة على التكيف) موزعة بشكل غير متساو على مختلف المناطق والسكان، وتكون لدى البلدان النامية عموماً قدرة أقل على التكيف. وعلاوة على ذلك، ترتبط درجة التكيف بالتركيز الظرفي على القضايا البيئية. ولذلك، فإن التكيف يتطلب تقييم الحالة للحساسية والتعرض للآثار البيئية حيث ترتبط القدرة التكيفية ارتباطاً وثيقاً بالتنمية الاجتماعية والاقتصادية. ومن المرجح أن تكلف التكاليف الاقتصادية للتكيف مع تغير المناخ مليارات الدولارات سنوياً للعقود القليلة المقبلة.
نظراً للحاجة الملحّة لزيادة القدرة على التكيف، يقوم العديد من الأطراف الفاعلة في مجال التنمية على الصعيد الدولي بدمج التكيف مع تغير المناخ في الأنشطة الإنمائية. وتساعد الأطراف الفاعلة مثل برنامج الأمم المتحدة الإنمائي ومعهد البنك الدولي البرلمانات في تطوير سياسات سليمة بشأن التكيف مع تغير المناخ. التكيف مع تغير المناخ يعالج قضايا آثار تغير المناخ. ويشير التكيف إلى إتباع سياسات وممارسات تستهدف الاستعداد لآثار تغير المناخ، حيث يتعذر اليوم تقبل تجنب هذه الآثار بالكامل.

## لمحة عامة
التكيف مع تغير المناخ «سي سي إيه» هو استجابة للاحتباس الحراري (الذي يعرف أيضًا باسم التغير المناخي أو التغير المناخي بشري المنشأ). وتُعرّف اللجنة الدولية للتغيرات المناخية «إي بّي سي سي» التكيف على أنه: عملية التأقلم مع المناخ الفعلي أو المتوقع وتأثيراته. في الأنظمة البشرية يهدف التكيف إلى التخفيف من الأضرار أو تجنبها، والاستغلال الأفضل للفرص المفيدة. في بعض النظم الطبيعية، قد يُسهل التدخل البشري التكيف مع المناخ المتوقع وآثاره. ويشمل هذا التكيف العديد من المجالات مثل البنى التحتية والزراعة والتعليم.
حتى لو استقرت الانبعاثات في وقت قريب نسبيًا، فإن الاحتباس الحراري وتأثيراته ستستمر لسنوات عديدة، وسوف يكون التكيف ضروريًا للتغيرات الناتجة في المناخ.
يمكن اعتبار إجراءات التكيف إما تكيفًا تراكميًا (إجراءات يكون الهدف الرئيسي فيها هو الحفاظ على جوهر وسلامة النظام) أو تكيفًا انتقاليًا (إجراءات تغير السمات الأساسية للنظام استجابة لتغير المناخ وتأثيراته).
تختلف الحاجة إلى التكيف من مكان إلى آخر، اعتمادًا على الحساسية والقابلية للتأثيرات البيئية. يعد التكيف مهمًا بشكل خاص في البلدان النامية حيث يُتوقع أن تتحمل هذه البلدان وطأة آثار الاحتباس الحراري. إذ إن قدرة وإمكانات البشر على التكيف (تسمى القدرة على التكيف) موزعة بشكل غير متساوٍ على مختلف المناطق والسكان، وتكون لدى البلدان النامية عموماً قدرة أقل على التكيف.
وعلاوة على ذلك، ترتبط درجة التكيف بالتركيز الظرفي على القضايا البيئية. ولذلك، فإن التكيف يتطلب تقييم الحالة للحساسية والتعرض للآثار البيئية حيث ترتبط القدرة التكيفية ارتباطاً وثيقًا بالتنمية الاجتماعية والاقتصادية. ومن المرجح أن تصل التكاليف الاقتصادية للتكيف مع تغير المناخ إلى مليارات الدولارات سنوياً للعقود القليلة المقبلة.على الرغم من أن المبلغ الدقيق المطلوب من المال غير معروف.
ينمو تحدي التكيف مع حجم ومعدل تغير المناخ. حتى حماية المناخ الأكثر فاعلية من خلال الحد من انبعاثات غازات الدفيئة (جي إتش جي) أو الإزالة الفعالة لهذه الغازات من الغلاف الجوي (من خلال أحواض الكربون) لن تمنع المزيد من آثار تغير المناخ، ما يجعل الحاجة إلى التكيف أمرًا لا مناص منه. وقد خلصت دراسة إلى أنه في غياب جهود حماية المناخ فإن آثار تغير المناخ ستصل إلى درجة تجعل التكيف أمرًا مستحيلاً على بعض النظم الإيكولوجية الطبيعية. كما يشعر آخرون بالقلق من أن برامج التكيف مع المناخ قد تتداخل مع برامج التنمية الحالية ومن ثم تؤدي إلى عواقب غير مقصودة على المجموعات غير المحمية. وستكون التكاليف الاقتصادية والاجتماعية للتغير المناخي غير المحمي مرتفعة للغاية.

## أهدافه
يمكن للتكيف أن يساعد في تخفيض الخطر على المناخ من خلال ثلاثة عوامل خطر: الخطورة، المرونة المناخية، التعرض. ويمكن تخفيض آثار أخطار المناخ بمساعدة التكيف المبني على النظام البيئي. فمثلًا: يمكن منع الفيضانات إذا كان لأشجار الأيكة الساحلية القدرة على تثبيط طاقة الأعاصير. وهكذا، يمكن أن نكون حماية الأيكة الساحلية للنظام البيئي شكلًا من أشكال التكيف. يزيد التأمين وتنوع سبل العيش المرونة ويخفضان الضعف المناخي. ومن الأفعال الأخرى التي يمكن اتخاذها لتخفيض هذا الضعف تقوية الحماية الاجتماعية وبناء بنية تحتية أكثر مقاومةً للأخطار. يمكن التقليل من التعرض بالانسحاب من المناطق ذات الأخطار المناخية المرتفعة، كسهول الفيضانات، وبتحسين الأنظمة لتتمكن من إجراءات الإنذار المبكر والإخلاء عند الحاجة.

### الاستجابة لآثار التغير المناخي
الآثار المتوقعة للتغير المناخي على البيئة والحضارة عديدة ومتنوعة. الأثر الرئيسي ازدياد درجة الحرارة العالمية المتوسطة. وفق بيانات عام 2013 يمكن لدرجة الحرارة السطحية المتوسطة أن تزداد أكثر بمقدار 0.3 حتى 4.8 درجة مئوية (0.5 حتى 8.6 درجة فهرنهايت) بنهاية القرن. يتسبب هذا في أشكال عديدة من الآثار الثانوية حيث لا يمكن التأكد في العديد من الحالات من مدى التغير الحاصل. الأهم من بين هذه التغيرات تغيرات أنماط الهطولات، وارتفاع منسوب البحار، وتغير أنماط الزراعة، وازدياد حدوث حالات الطقس المتطرف، وتوسع نطاق الأمراض المدارية، وافتتاح طرق تجارة بحرية جديدة. سيكون للتغير المناخي أيضًا آثار اجتماعية متعددة الأوجه منها الظلم (اللامساواة الاجتماعية)، والفقر، وزيادة الأعباء على النساء بتحملهن المسؤولية الأساسية لتوفير الغذاء والعناية للأسر. ولكن الآثار الاجتماعية كازدياد الهجرة، والصراع على الموارد كالماء واليابسة، من الصعب بشكل عام أن تعزى لتغير المناخ كدافع رئيسي وحيد للتغيير.
من الآثار الحيوية الفيزيائية المحتملة ارتفاع منسوب مياه البحر بمقدار 110 حتى 770 مم (0.36 حتى 2.5 قدمًا) بين عامي 1990 و2100، التداعيات على الزراعة، التباطؤ المحتمل للدورة الحرارية الملحية، تآكل طبقات الأوزون، زيادة شدة وتكرار حدوث حالات الطقس المتطرف، انخفاض الأس الهيدروجيني للمحيط، انتشار الأمراض المدارية كالملاريا وحمى الضنك.

### التفاعل مع تخفيف آثار التغير المناخي
يتفق كل من مجموعة العمل الثانية للجنة الدولية للتغير المناخي، وأكاديمية العلوم الوطنية في الولايات المتحدة، ومكتب الأمم المتحدة لتخفيض خطر الكوارث، وخبراء آخرون في السياسات العلمية أنه رغم أهمية تخفيف انبعاث غازات الدفيئة، فإن التكيف مع آثار الاحتباس الحراري سيظل أمرًا ضروريًا. تخفيف الاحتباس الحراري العالمي تحدٍّ اقتصادي وسياسي. بما أن مستويات غازات الدفيئة مرتفعة بالفعل، و بسبب التأخر بعقود بين الانبعاثات وبعض الآثار، والتحديات الاقتصادية والسياسية البارزة للنجاح، فإنه من غير المؤكد كم سوف يخفف من التغير المناخي.
هناك بعض الآثار المؤازرة وأخرى تبادلية بين التكيف وإجراءات التخفيف من آثار التغير المناخي. غالبًا ما توفر إجراءات التكيف فوائد قصيرة المدى، في حين تعطي إجراءات التخفيف فوائد أبعد مدىً. أحيانًا تشير الأفعال ذات الصلة بالمناخ إلى اتجاهات مختلفة. مثلًا: قد تؤدي التنمية الحضرية بشكل متراص إلى خفض انبعاثات غازات الدفيئة الناتجة عن النقل والبناء. وفي الوقت نفسه، يمكن لها زيادة الأثر الحراري للجزر الحضرية، ما يؤدي إلى درجات حرارة أعلى وزيادة التعرض، ما يزيد من صعوبة تحديات التكيف بعد.
من مظاهر التآزر منافع النقل العام لكل من التخفيف والتكيف. للنقل العام انبعاثات أقل من غازات الدفيئة بالنسبة لكل كيلومتر واحد مقارنةً بالسيارات. تزيد شبكة النقل العام الجيدة أيضًا المرونة في حالة الكوارث: تصبح إتاحة الإخلاء وإجراءات الطوارئ أسهل. يحسن انخفاض تلوث الهواء من النقل العام الصحة، ما يؤدي بدوره إلى تحسن المرونة الاقتصادية، إذ يؤدي عمال الصحة بشكل أفضل. من الأمثلة الأخرى على مظاهر التآزر بين التكيف والتخفيف كيف يمكن للمجتمعات الصغيرة تعديل أنظمتهم الغذائية واعتمادهم على محاصيل معينة، ما يؤدي إلى تخفيض انبعاثات الكربون من النقل وهو في ذات الوقت أفضل من حيث المرونة الخاصة بتحمل درجات الحرارة المرتفعة.
بعد تقييم ما كتب عن الاستدامة وتغير المناخ، استنتج العلماء بنسبة ثقة مرتفعة أنه لغاية عام 2050، سيفيد بذل الجهد في وضع حد أعلى لانبعاثات غازات الدفيئة عند 550 جزء لكل مليون في تنمية البلدان بشكل بارز. اعتبر أن هذه هي الحالة خاصةً عند جمع ذلك مع التكيف المحسن. ولكن بحلول 2100، كان ما يزال يعتقد أن من المرجح وجود آثار بارزة ترتبط بالتغير المناخي. اعتقد أن هذه هي الحالة حتى لو وضعت إجراءات صارمة للتخفيف ولو حسنت قدرة التكيف بشكل كبير.

## آثار الاحتباس الحراري
إن الآثار المتوقعة على البيئة والحضارة عديدة ومتنوعة. التأثير الرئيسي هو زيادة متوسط درجة الحرارة العالمية. اعتبارًا من عام 2013 يمكن أن يزيد متوسط درجة حرارة السطح بمقدار 0.3 إلى 4.8 درجة مئوية (0.5 إلى 8.6 درجة فهرنهايت) مع نهاية القرن. وهذا يسبب مجموعة متنوعة من الآثار الثانوية، من بينها التغيرات في أنماط هطول الأمطار وارتفاع مستويات سطح البحر وتغيير أنماط الزراعة وزيادة ظواهر التطرف الطقسي وتوسيع نطاق الأمراض المدارية وفتح طرق جديدة للتجارة البحرية.
تشمل الآثار المحتملة ارتفاع مستوى سطح البحر من 110 إلى 770 ملم (0.36 إلى 2.5 قدم) بين عامي 1990 و2100، وتداعيات على الزراعة، وإمكانية تباطؤ الدوران الحراري الملحي، وتقلص طبقة الأوزون، وزيادة شدة وتواتر ظواهر التطرف الطقسي، وانخفاض درجة الحموضة في المحيط، وانتشار الأمراض المدارية مثل الملاريا وحمى الضنك.
يمكن العثور على ملخص للآثار المحتملة والفهم الحديث في تقرير التقييم الخامس للجنة الدولية للتغيرات المناخية المقدم من فريق العمل الثاني.
ما يعيق التكيف هو التشكيك في آثار الاحتباس الحراري على مواقع محددة مثل جنوب غرب الولايات المتحدة أو ظواهر مثل الرياح الموسمية الهندية التي يتوقع أن تزداد في التواتر والشدة.

## التمويل الدولي للتكيف
تتضمن اتفاقية الأمم المتحدة الإطارية بشأن التغير المناخي بموجب المادة 11، آلية مالية للبلدان النامية لدعمها من أجل التكيف. حتى عام 2009، كانت هناك ثلاثة صناديق تحت بند الآلية المالية لاتفاقية الأمم المتحدة الإطارية بشأن التغير المناخي. ويدير صندوق البيئة العالمي كلًا من الصندوق الخاص لتغير المناخ (إس سي سي إف) وصندوق البلدان الأقل نمواً (إل دي سي إف). كما أُسس صندوق التكيف كنتيجة للمفاوضات خلال مؤتمر كوبنهاغن للتغيرات المناخية 15 ومؤتمر كانكون للتغيرات المناخية 16، ويدار من قبل أمانته الخاصة. في البداية عندما كان بروتوكول كيوتو فعالًا، مُول صندوق التكيف بضريبة 2٪ على آلية التنمية النظيفة (سي دي إم).
في المؤتمر الخامس عشر للأطراف في اتفاقية الأمم المتحدة الإطارية بشأن تغير المناخ (كوب 15)، الذي عقد في كوبنهاغن عام 2009، أجمع الأطراف على اتفاق كوبنهاغن من أجل الالتزام بهدف إرسال 100 مليار دولار سنوياً إلى البلدان النامية للمساعدة في الحماية من آثار تغير المناخ والتكيف معه خلال 2020. وأُسس صندوق جديد لهذا الهدف هو صندوق المناخ الأخضر.